# Phyllobrotica nigripes
Phyllobrotica nigripes är en skalbaggsart som beskrevs av Horn 1893. Phyllobrotica nigripes ingår i släktet Phyllobrotica och familjen bladbaggar. Inga underarter finns listade i Catalogue of Life.